# محمد أسد
محمد أسد (ليوبولد فايس سابقاً) ولد في الإمبراطورية النمساوية المجرية عام 1900، وتوفي في إسبانيا عام 1992م. وهو كاتب وصحفي ومفكر ولغوي وناقد اجتماعي ومصلح ومترجم ودبلوماسي ورحالة مسلم (يهودي سابقاً) درس الفلسفة في جامعة فيينا؛ وقد عمل مراسلاً صحفياً وبعد منحه الجنسية الباكستانية تولى عدة مناصب منها منصب مبعوث باكستان إلى الأمم المتحدة في نيويورك. وطاف العالم، ثم استقر في إسبانيا وتوفي فيها ودفن في غرناطة. ويعتبر محمد أسد أحد أكثر مسلمي أوروبا في القرن العشرين تأثيراً.

## حياته
لقب العائلة "فايس" اسم يعني باللغة الألمانية اللون الأبيض، وهذه إشارة واضحة للأصول الألمانية للعائلة، وكتابة “WEISS" بتكرار حرف “S" في نهاية الاسم بدلا من “WEIß" دليل واضح على الأصول اليهودية للعائلة. واسم والده "كيفا" وكان محامياً، وجده لأبيه كان حاخاماً، فهو الحاخام الأورثوذوكسي "بنيامين أرجيا فايس". وقد تولّى جده الحاخامية في "تشارنوفيتش" في منطقة بوكوفينا.
درس الفلسفة والفن في جامعة فيينا ثم اتجه للصحافة فبرع فيها، وغدا مراسلاً صحفياً في الشرق العربي والإسلامي
ثم زار القاهرة فالتقى بالإمام مصطفى المراغي، فحاوره حول الأديان، فانتهى إلى الاعتقاد بأن «الروح والجسد في الإسلام هما بمنزلة وجهين توأمين للحياة الإنسانية التي أبدعها الله» ثم بدأ بتعلم اللغة العربية في أروقة الأزهر، وهو لم يزل بعدُ يهودياً.
انتقل للعيش في القدس بعد تلقيه دعوة من أحد أقاربه اليهود للإقامة معه في القدس في الوقت الذي كانت فيه فلسطين تحت الانتداب البريطاني، وكتب هناك عدة مقالات مهمة أبرزت قلق العرب من المشروع الصهيوني. ثم انخرط في دراسة متعمقة للإسلام، حتى قرر التحول من اليهودية إلى الإسلام في 1926 وهو في برلين وبعد عدة أسابيع من ذلك اعلنت زوجته إسلامها.
قام بالترحال إلى العديد من البلدان، إذ زار مصر والسعودية وإيران وأفغانستان وجمهوريات السوفييت الجنوبية. وزار عمر المختار ليبحث معه إيجاد طرق لتمويل المقاومة ضد الإيطاليين
كما انتقل إلى شبه القارة الهندية التي كانت تحت الاحتلال الإنجليزي، وهناك التقى بالشاعر الكبير والمفكر محمد إقبال عام 1932 والذي اقترح فكرة تأسيس دولة إسلامية مستقلة في الهند (والتي أصبحت لاحقاً باكستان)، وقد أقنعه محمد إقبال بالبقاء والعمل على مساعدة المسلمين لتأسيس تلك الدولة.
ومع اندلاع الحرب العالمية الثانية عام 1939 اعتقل والدا محمد أسد، وقتلا في وقت لاحق في الهولوكوست على يد النازيين. كما أن محمد أسد نفسه اعتقل على يد الإنجليز وسجن ثلاث سنوات باعتباره عدواً.
فور استقلال باكستان عام 1947 وتقديراً لجهوده وتأييده لإقامة دولة إسلامية منفصلة في شبه القارة الهندية، فقد تم منح محمد أسد الجنسية الباكستانية وتم تعيينه مديراً لدائرة إعادة الإعمار الإسلامي. وفي وقت لاحق التحق بوزارة الشؤون الخارجية رئيساً لوحدة شؤون الشرق الأوسط عام 1949، ثم تقرر تعيينه بمنصب مبعوث باكستان إلى الأمم المتحدة في نيويورك عام 1952. إلا ّ أنه سرعان ما تخلى عن هذا المنصب ليتفرغ لكتابة سيرته الذاتية (حتى سن 32) الطريق إلى مكة الذي ترجم للعربية باسم (الطريق إلى الإسلام).

## قصة إسلامه
كان ليوبولد فايس رجل التساؤل والبحث عن الحقيقة، وكان يشعر بالأسى والدهشة لظاهرة الفجوة الكبيرة بين واقع المسلمين المتخلف وبين حقائق دينهم المشعّة، وفي يوم راح يحاور بعض المسلمين منافحاً عن الإسلام، ومحمّلاً المسلمين تبعة تخلفهم عن الشهود الحضاري، لأنهم تخلّفوا عن الإسلام ففاجأه أحد المسلمين الطيبين بهذا التعليق: «فأنت مسلم، ولكنك لا تدري !».
فضحك فايس قائلاً: «لست مسلماً، ولكنني شاهدت في الإسلام من الجمال ما يجعلني أغضب عندما أرى أتباعه يضيّعونه»!!.
ولكن هذه الكلمة هزّت أعماقه، ووضعته أمام نفسه التي يهرب منها، وظلت تلاحقه من بعد حتى أثبت القدر صدق قائلها الطيب، حين نطق (محمد أسد) بالشهادتين.
قام محمد أسد بعد إسلامه بأداء فريضة الحج، كما شارك في الجهاد مع عمر المختار، ثم سافر إلى باكستان فالتقى شاعر الإسلام محمد إقبال، ثم عمل رئيساً لمعهد الدراسات الإسلامية في لاهور حيث قام بتأليف الكتب التي رفعته إلى مصاف ألمع المفكرين الإسلاميين في العصر الحديث.

## مؤلفاته
- منهاج الإسلام في الحكم.
- الإسلام على مفترق الطرق.
- الطريق إلى مكة (تُرجِم إلى العربيّة بعنوان: الطريق إلى الإسلام).
- رسالة القرآن (وهو ترجمة معاني سور القرآن الكريم).
- صحيح البخاري: ترجمة وتعليقات.

وفي ترجمته معاني القرآن إلى الإنكليزية، قال إنّ "اليهود حرفوا معاني كتابهم"، وإنّ "البشارة بمحمد ما زالت في النسخ الحالية”؛ وساق سفرَ التثنية 18:18 كمثال من العهد القديم.

## أقواله
الإسلام ليس فلسفة ولكنه منهاج حياة.. ومن بين سائر الأديان نرى الإسلام وحده يعلن أن الكمال الفردي ممكن في الحياة الدنيا، ولا يؤجل هذا الكمال إلى ما بعد إماتة الشهوات الجسدية
إن استعداد المجتمع للتعاون وفق مبادئ الإسلام لتحقيق غايته، سوف يظل استعداداً نظرياً ما لم تكن هناك خلافة مسؤولة عن تطبيق الشريعة الإسلامية ومنع الخروج عليها... ومثل هذه المهمة لابد لها من أن توسد إلى مرجع له من السلطة ما يتيح له الأمر والنهي
يقول محمد أسد:
«جاءني الإسلام متسللاً كالنور إلى قلبي المظلم، ولكن ليبقى فيه إلى الأبد والذي جذبني إلى الإسلام هو ذلك البناء العظيم المتكامل المتناسق الذي لا يمكن وصفه، فالإسلام بناء تام الصنعة، وكل أجزائه قد صيغت ليُتمَّ بعضها بعضاً… ولا يزال الإسلام بالرغم من جميع العقبات التي خلّفها تأخر المسلمين أعظم قوة ناهضة بالهمم عرفها البشر، لذلك تجمّعت رغباتي حول مسألة بعثه من جديد».
ويقول: "إن الإسلام يحمل الإنسان على توحيد جميع نواحي الحياة ... إذ يهتم اهتماماً واحداً بالدنيا والآخرة، وبالنفس والجسد، وبالفرد والمجتمع، ويهدينا إلى أن نستفيد أحسن الاستفادة مما فينا من طاقات، إنه ليس سبيلاً من السبل، ولكنه السبيل الوحيد، وإن الرجل الذي جاء بهذه التعاليم ليس هادياً من الهداة ولكنه الهادي.

## وصلات خارجية
- [The Message of the Qur’an https://quran-archive.org/explorer/muhammad-asad%5Bوصلة+مكسورة%5D]
- محمد أسد على موقع الموسوعة البريطانية (الإنجليزية)
- محمد أسد على موقع مونزينجر (الألمانية)
- مقال عن محمد أسد